# 王导谢安纪念馆

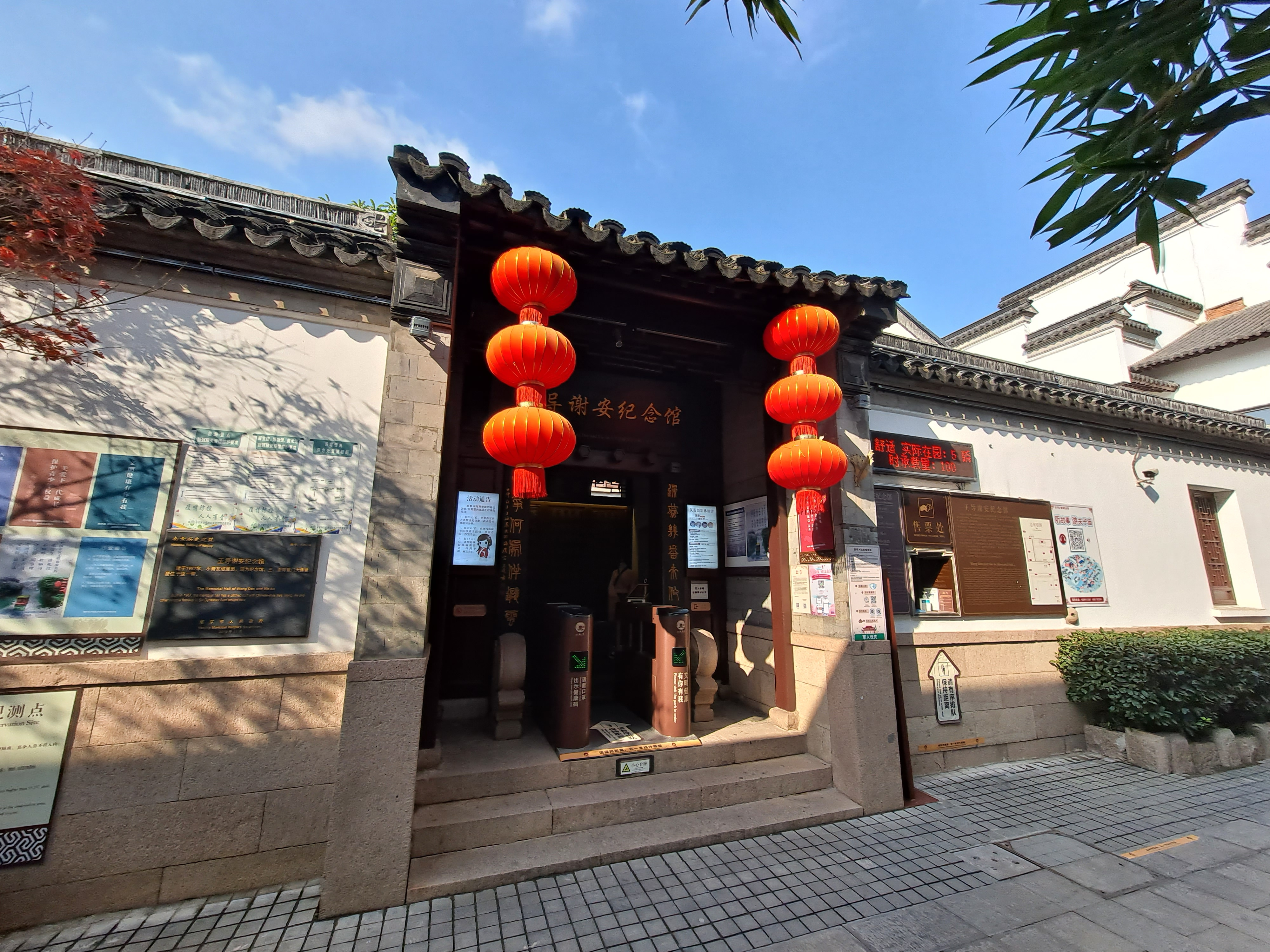
王导谢安纪念馆

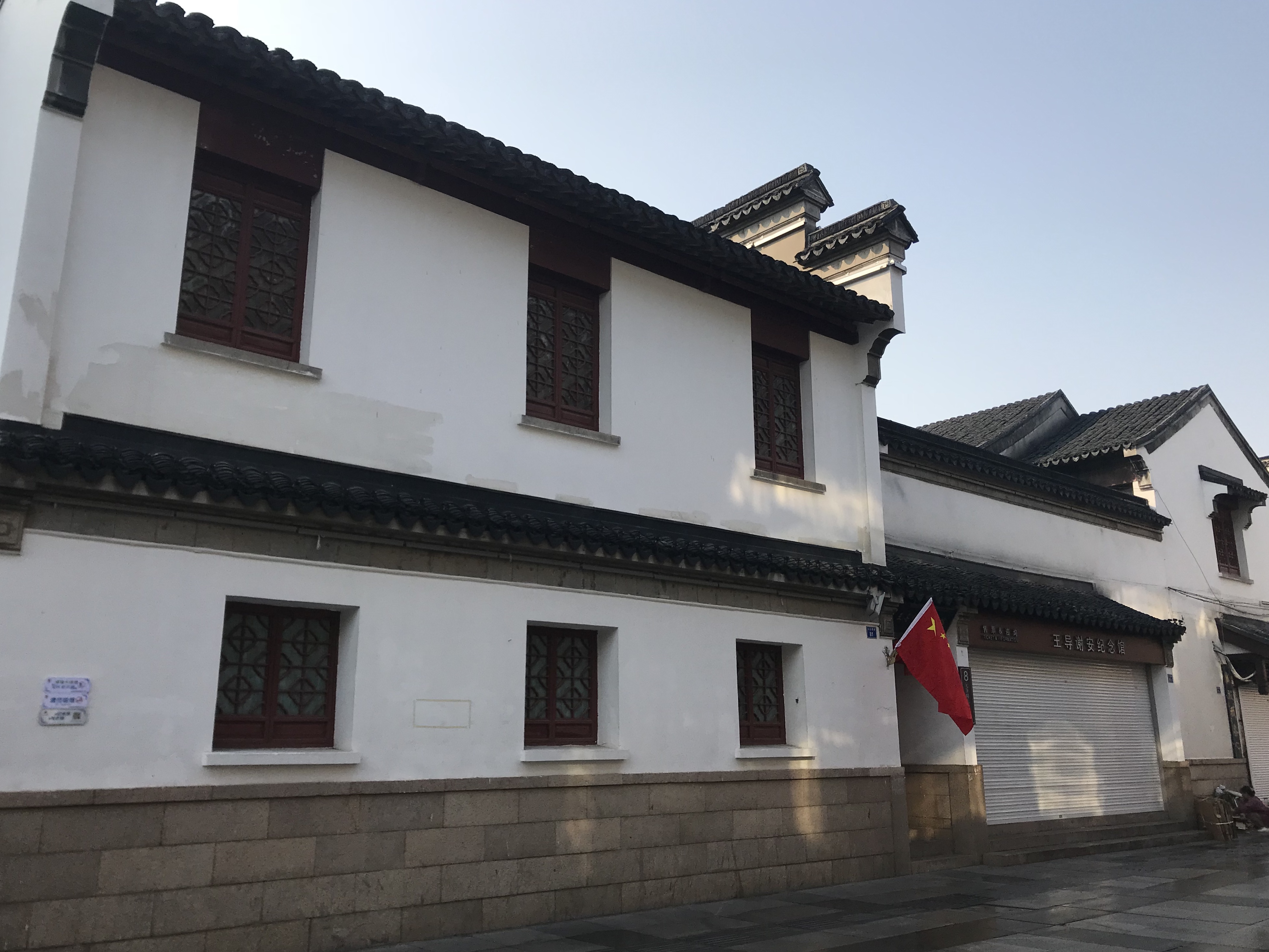
王导谢安纪念馆

王导谢安纪念馆坐落在南京夫子庙秦淮河南岸乌衣巷内，是展现东晋时期两位著名宰相王导、谢安家族生活场景的一组仿古建筑。

## 历史
王导谢安纪念馆建于1997年，主体建筑包括“来燕堂”、 “听筝堂”和“鉴晋楼”。